# Colectividad canónica
La colectividad canónica (también llamada colectivo canónico o ensamble canónico) es el formalismo de la física estadística que permite describir los estados de un sistema macroscópico con un número de partículas, volumen y temperatura determinados.
Fuera de la física propiamente dicha, el formalismo del colectivo canónico ha sido usado para predecir teóricamente la distribución de la renta, por ejemplo, la observación de Pareto de que las rentas altas se distribuyen de acuerdo con una ley potencial inversa, puede deducirse del formalismo canónico. La evidencia indica además, que las rentas altas de diversos lugares de Estados Unidos se hallan en equilibrio termodinámico.

## Planteamiento físico del problema
Se denomina colectividad canónica, o ensamble canónico, al conjunto de los posibles estados de un sistema (conjunto de partículas) que intercambia energía térmica con los alrededores, pero no materia. El volumen que ocupa y su número de partículas es constante. En el equilibrio, el sistema permanece a temperatura constante, y se puede considerar que está en contacto con un baño térmico. Esto quiere decir que está en contacto con una gran masa a una temperatura dada, y por el principio cero de la termodinámica el sistema se encuentra en equilibrio termodinámico con el baño. En estas condiciones, la energía no está totalmente determinada, sino que es una variable aleatoria que puede tomar una serie de valores. De esta forma, sólo podemos hablar de probabilidad de que el sistema adopte una energía determinada en función de esta temperatura. 

## El factor de Boltzmann
Se demuestra que la probabilidad de que un sistema a temperatura T esté en una configuración de energía E es proporcional al factor de Boltzmann:

{\displaystyle P_{E}={\frac {e^{-E/k_{B}T}}{\mathcal {Z}}}}

Donde:
{\displaystyle P_{E}\,} es la probabilidad buscada
{\displaystyle E\,} es la energía cuya probabilidad estamos buscando
{\displaystyle k_{B}\,} es la constante de Boltzmann
{\displaystyle T\,} es la temperatura.
{\displaystyle {\mathcal {Z}}} constituye un funcional del sistema en equilibrio correspondiente a la ligadura de normalización, esto es, que la suma de las probabilidades de todos los microestados sea uno. Se define trivialmente como: 

{\displaystyle {\mathcal {Z}}:={\mathcal {Z}}(V,T)=\sum _{\nu }e^{-E_{\nu }(V)/k_{B}T}}

donde {\displaystyle \nu \,} es un índice mudo que recorre todos los microestados posibles del sistema con un número de partículas, volumen y temperatura dados.

## La función de partición canónica
La función de normalización {\displaystyle {\mathcal {Z}}} recibe el nombre de función de partición canónica o simplemente función de partición. Esta es una función matemática de la temperatura, el número de partículas ({\displaystyle N}) y el volumen. Se puede demostrar la fórmula siguiente, que relaciona la física estadística con la termodinámica en el colectivo canónico:

{\displaystyle F(T,V,N)=-k_{B}T\ \ln {{\mathcal {Z}}(T,V,N)}}

Esta ecuación nos da la energía libre de Helmholtz del sistema (una variable de estado termodinámica) en función de sus variables naturales, lo que supone un conocimiento termodinámico exhaustivo del sistema. Por tanto conocer la función de partición es resolver el problema estadístico.